# Мелкоје
Мелкоје (рус. Мелкое озеро) је језеро у Русији. Налази се на територији Красноярский край. Површина језера износи 270 km².